# Tainted Money (film, 1915)
Pour les articles homonymes, voir Tainted Money.
Tainted Money est un film muet américain réalisé par Ulysses Davis, sorti en 1915.

## Fiche technique
- Réalisation : Ulysses Davis
- Scénario : F. McGrew Willis, d'après une histoire de George Edwardes-Hall
- Date de sortie :  États-Unis : 1915

## Distribution
- Hobart Bosworth
- Jane Novak
- Edward Clark
- Jack Curtis
- William V. Mong
- Frank Newburg
- Wadsworth Harris
- Grace George